# Echium brevirame
Echium brevirame Webb & Berthel., conocido como arrebol o tajinaste, es una especie de planta arbustiva perenne perteneciente a la familia Boraginaceae originaria de la Macaronesia.

## Descripción

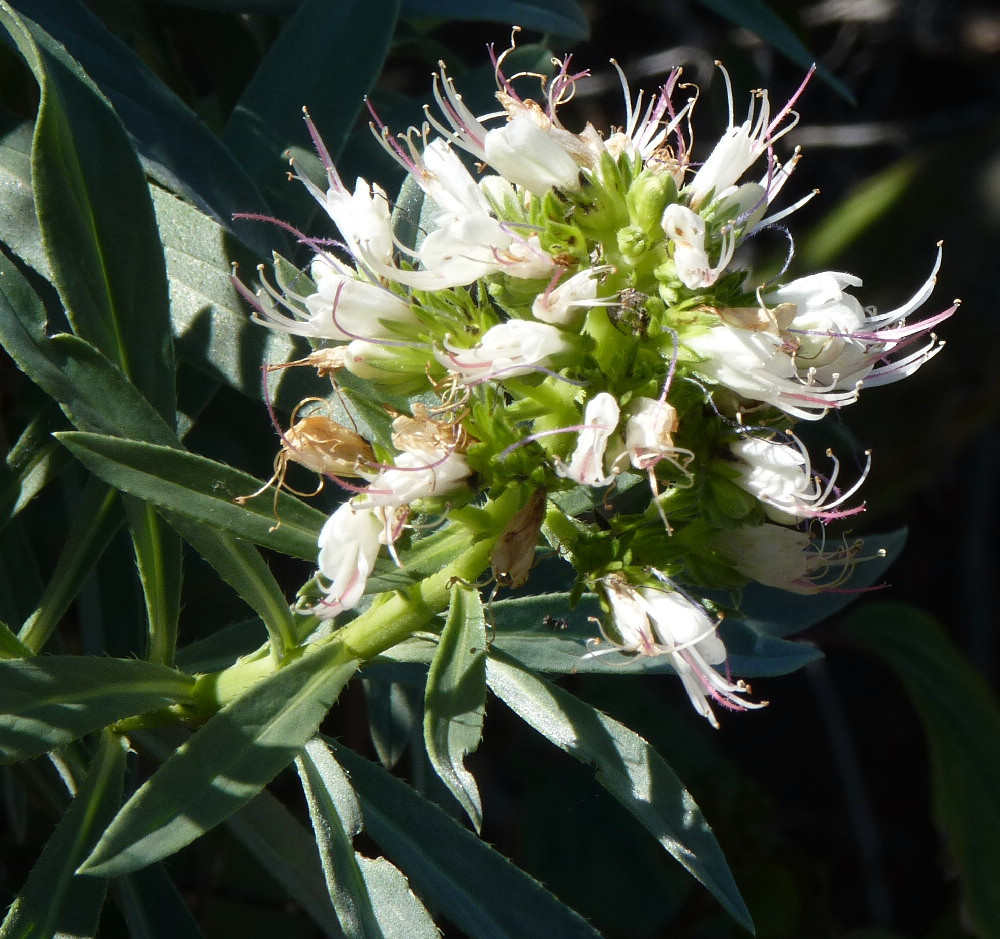
Detalle de la inflorescencia.

Pertenece al grupo de arbustos ramificados con varias inflorescencias de flores blancas. Similar a Echium aculeatum Poir., se diferencia por los segmentos del cáliz son más cortos que la corola y porque los lóbulos del estilo son muy cortos.

## Distribución y hábitat
Es una planta endémica de la isla de La Palma ―Canarias, España―.
Es una especie muy extendida y variable de la zona baja de la isla hasta los 600 m s. n. m., especialmente abundante en
el sur. Forma parte del cortejo florístico del cardonal, dominado por Euphorbia canariensis, y del retamar blanco de Retama rhodorhizoides.

## Taxonomía
Echium brevirame fue descrita por Thomas Archibald Sprague y John Hutchinson, y publicada en Bulletin of Miscellaneous Information en 1914.
Etimología
Echium: nombre genérico que deriva del griego echion, derivado de echis que significa víbora, por la forma triangular de las semillas que recuerda vagamente a la cabeza de una víbora.
brevirame: epíteto latino que deriva de brevis, que significa corto y ramus, que significa rama.
Sinonimia
La especie cuenta con los siguientes sinónimos:
- Echium aculeatum var. leucophaeum Bornm.
- Echium giganteum f. inermis Coincy

## Nombres comunes
Se conoce con el nombre de arrebol o tajinaste.